# Vosselare
Vosselare is een dorp in de Belgische provincie Oost-Vlaanderen en een deelgemeente van Deinze, het was een zelfstandige gemeente tot aan de gemeentelijke herindeling van 1977. Het dorp ligt aan het Schipdonkkanaal, en sluit aan op deelgemeente Nevele, waarvan het dorpscentrum aan de overkant van het kanaal ligt.

## Toponymie
De naam werd voor het eerst vermeld in 694 in een jaarboek van de Sint-Pietersabdij van Gent, en opnieuw in 802. Later wordt het dorp vermeld als 'Voslariensis ecclesiae' (1087), Vurslar (1122), Vorselar (1125), Furselare (1130), Vurselaer (1140), Vorselaer (1147), Vursselare (1230, 1320, 1579), Vorslaer (1330), Vurselare (1364, 1500) en Vosselare voor het eerst in 1650. Verschillende betekenissen worden aan de naam gegeven. Waarschijnlijk komt de naam van 'Vurst' en 'Laar' en betekent het 'een open lege of woeste plaats in een bos'. Het kan ook 'onbebouwd stuk land begroeid met stekelbrem' betekenen.

## Geschiedenis
Vosselare werd voor het eerst vermeld in 693 in de jaarboeken van de Sint-Baafsabdij, en wel als Fursitio.
Tot de veertiende eeuw was het dorp een zelfstandige heerlijkheid; daarna kwam het in het bezit van de heren van Nevele en ging behoren tot het Land van Nevele. Het patronaatsrecht van Vosselare behoorde aan de Abdij van Drongen.
Op 1 januari 1977 werd de toenmalige gemeente Vosselare bij Nevele gevoegd. Op 1 januari 2019 werd de gemeente Nevele, inclusief Vosselare, op zijn beurt met Deinze samengevoegd.

## Demografische ontwikkeling
- Bronnen:NIS, Opm:1831 tot en met 1970=volkstellingen; 1976 = inwoneraantal op 31 december

## Bezienswaardigheden

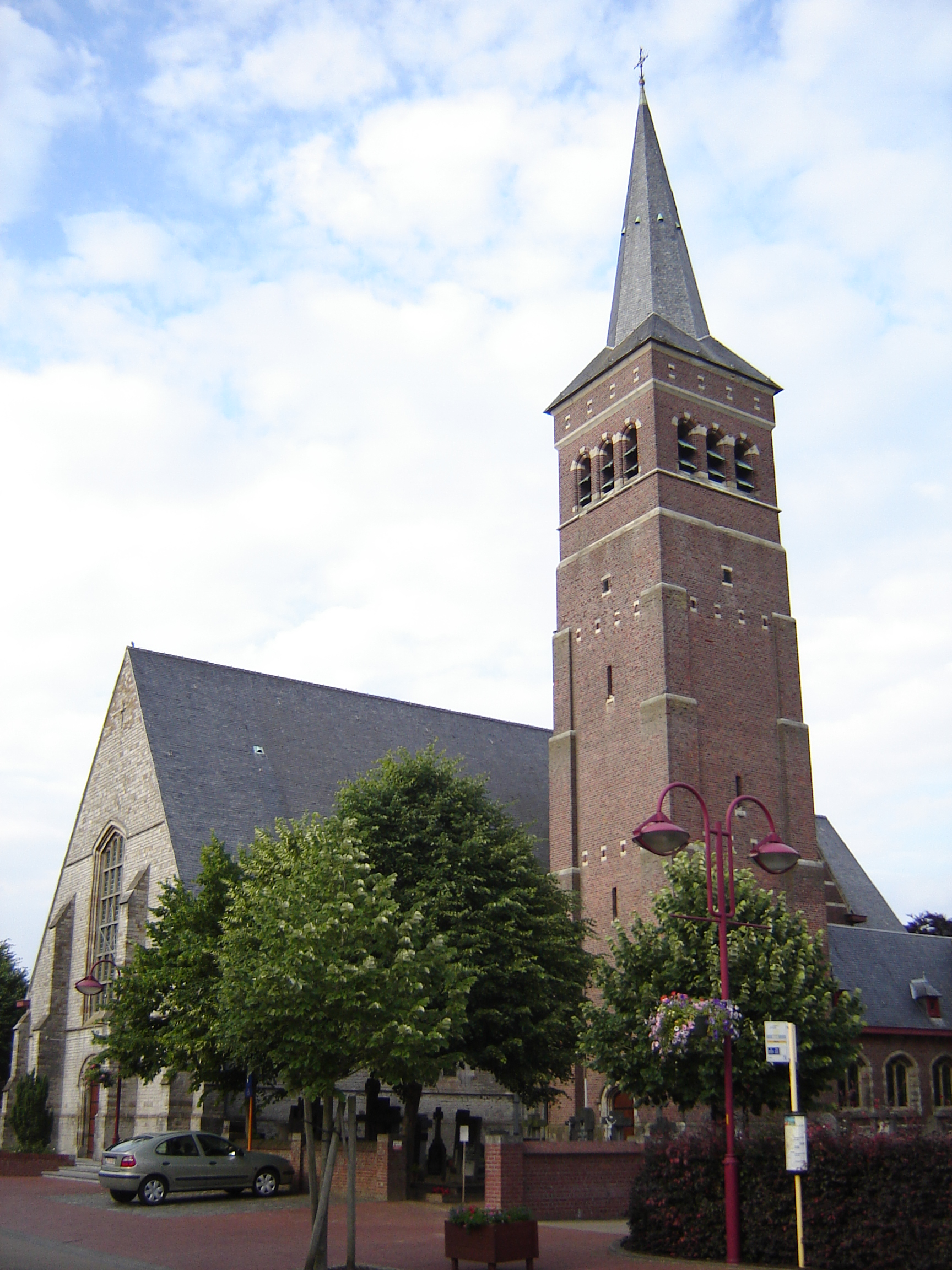
De Sint-Eligiuskerk

- Sint-Eligiuskerk werd opgeblazen in 1940, tijdens de Tweede Wereldoorlog. Na de oorlog werd ze heropgebouwd.
- Het Kasteel van Vosselare

## Natuur en landschap
Vosselare ligt in de vallei van de Oude Kale, waar het Schipdonkkanaal is aangelegd. De hoogte bedraagt ongeveer 12 meter.

## Nabijgelegen kernen
Nevele, Landegem, Sint-Martens-Leerne, Bachte